# نورس ديلاوير
نورس ديلاوير أو نورس مدور المنقار أو نورس حلقي المنقار (الاسم العلمي:Larus delawarensis) (بالإنجليزية: Ring-billed Gull)‏ هو نوع من الطيور يتبع جنس النورس من الفصيلة النورسية.

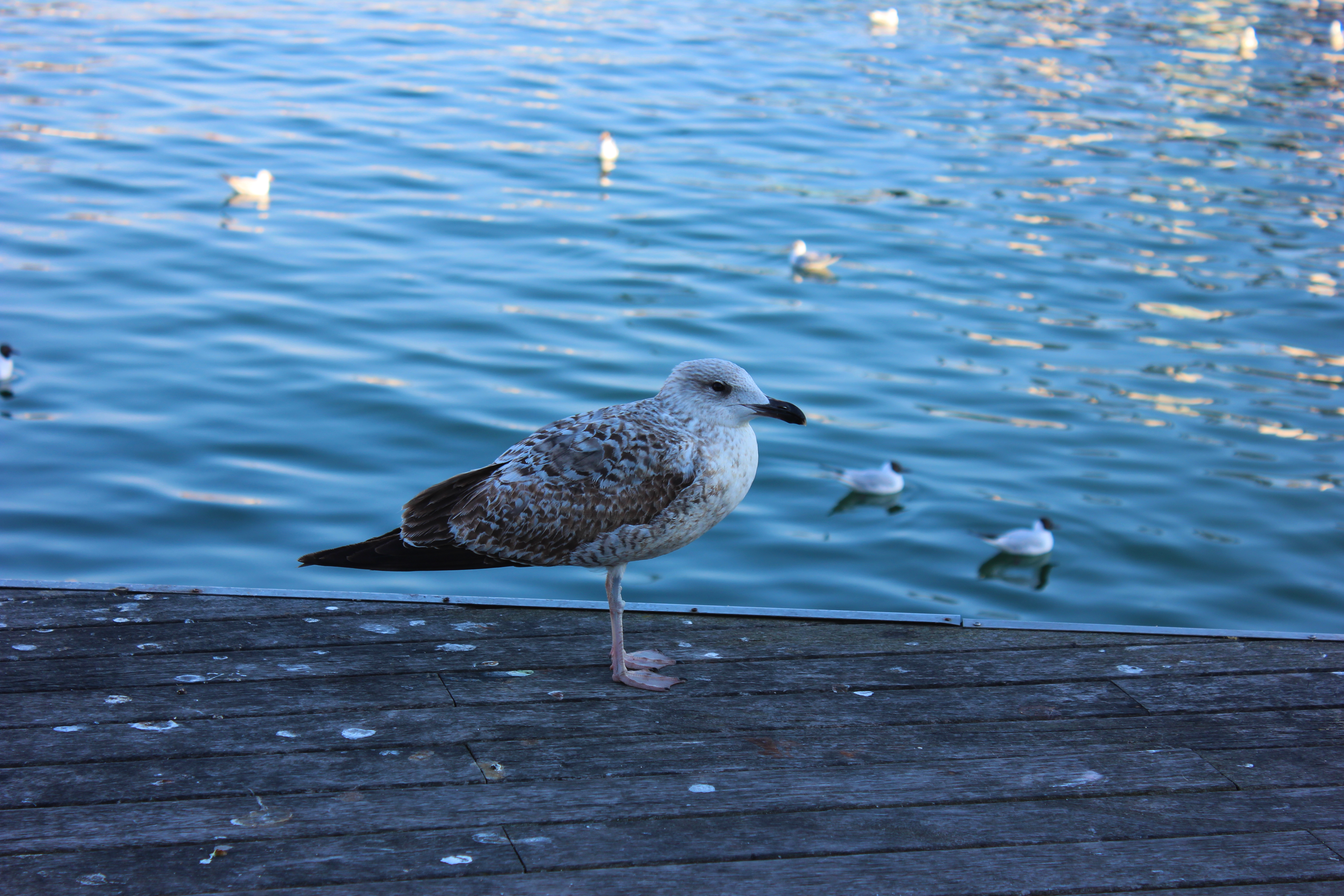
نورس حلقي المنقار في مدينة برشلونة الإسبانية.